# Brachymenium luteolum
Brachymenium luteolum är en bladmossart som beskrevs av Georg Friedrich von Jaeger 1875. Brachymenium luteolum ingår i släktet Brachymenium och familjen Bryaceae. Inga underarter finns listade i Catalogue of Life.